# Ostraciidae

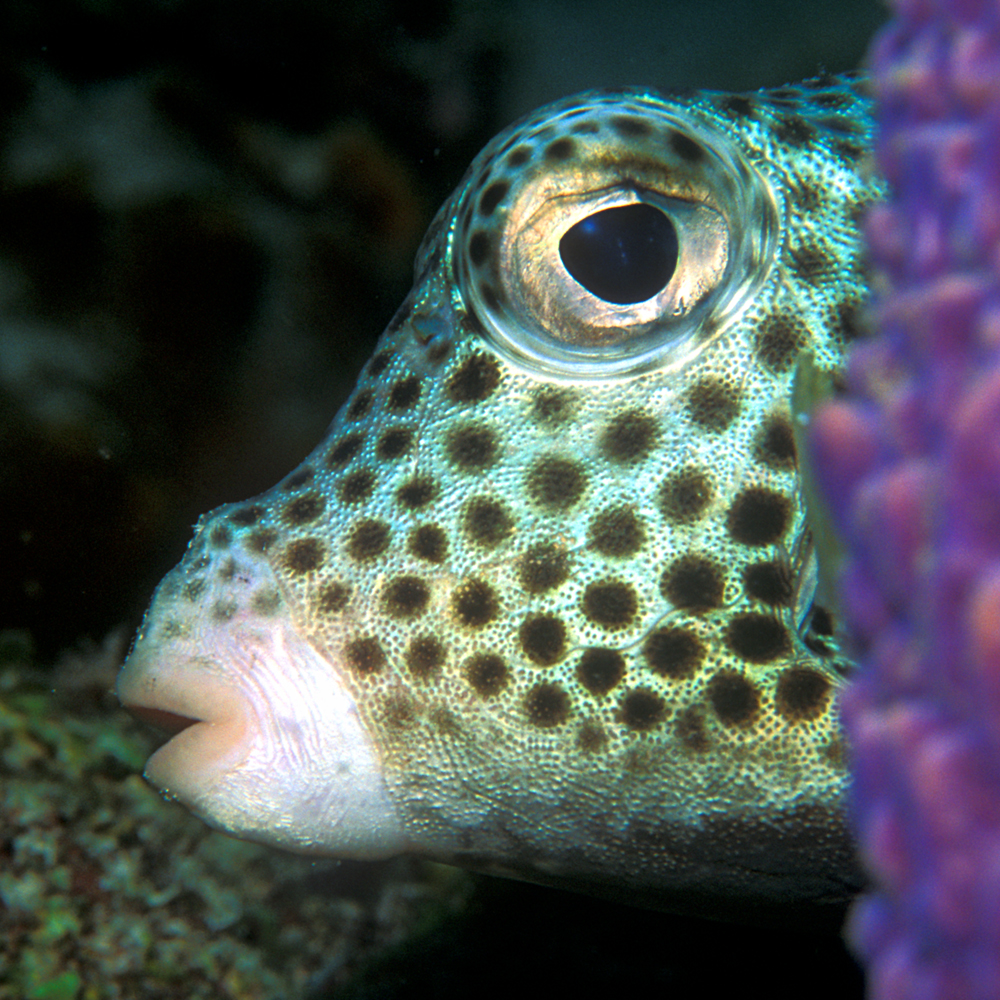
Chapín pintado, Lactophrys bicaudalis

Los peces cofre o peces vaca son una familia, Ostraciidae, de peces óseos cuadrados pertenecientes al orden Tetraodontiformes, muy relacionados con los peces globo y Monocanthidae. Tienen una variedad de colores diferentes, y se destacan por un patrón hexagonal a modo de nido de abeja en su piel o esqueleto. Nadan a modo de remo.
Viven en los océanos Atlántico, Índico y Pacífico, generalmente en latitudes medias, aunque el chapín búfalo que vive en aguas de Florida se puede encontrar al norte de Cape Cod. El Lactophrys quadricornis puede crecer hasta 50 cm o menos de tamaño, pero generalmente son pequeños en altas latitudes.
Las escamas a modo de placas de estos peces están fusionados en un caparazón sólido, triangular y con aspecto de caja, del que sobresalen aletas y cola. Los juveniles son más redondeados y pueden mostrar colores brillantes. A causa de la estructura de las escamas de su cuerpo, los movimientos de los peces cofre son lentos y limitados.

## Géneros y especies
Existen en esta familia 25 especies agrupadas en 6 géneros:
- Género Acanthostracion
  - Acanthostracion guineensis (Bleeker, 1865).
  - Acanthostracion notacanthus (Bleeker, 1863).
  - Acanthostracion polygonius Poey, 1876.
  - Acanthostracion quadricornis (Linnaeus, 1758).
- Género Lactophrys
  - Lactophrys bicaudalis (Linnaeus, 1758).
  - Lactophrys trigonus (Linnaeus, 1758).
  - Lactophrys triqueter (Linnaeus, 1758).
- Género Lactoria
  - Lactoria cornuta (Linnaeus, 1758).
  - Lactoria diaphana (Bloch & Schneider, 1801).
  - Lactoria fornasini (Bianconi, 1846).
  - Lactoria paschae (Rendahl, 1921).
- Género Ostracion
  - Ostracion cubicus Linnaeus, 1758.
  - Ostracion cyanurus Rüppell, 1828.
  - Ostracion immaculatus Temminck & Schlegel, 1850.
  - Ostracion meleagris Shaw, 1796.
  - Ostracion nasus Bloch, 1785.
  - Ostracion rhinorhynchos Bleeker, 1852.
  - Ostracion solorensis Bleeker, 1853.
  - Ostracion trachys Randall, 1975.
  - Ostracion whitleyi Fowler, 1931.
- Género Paracanthostracion
  - Paracanthostracion lindsayi (Phillipps, 1932).
- Género Tetrosomus
  - Tetrosomus concatenatus (Bloch, 1785).
  - Tetrosomus gibbosus (Linnaeus, 1758).
  - Tetrosomus reipublicae (Ogilby, 1913).
  - Tetrosomus stellifer (Bloch & Schneider, 1801).